# Доній Захар Панасович
Доній Захар Панасович (нар. 21 січня 1914 — 6 серпня 1941) — радянський військовик часів Другої світової війни, Герой Радянського Союзу (11.04.1940).

## Біографія
Народився 21 січня 1914 року у селі Малинівка, нині Новоодеської громади Миколаївського району Миколаївської області в селянській родині. Українець.
Після закінчення семирічки працював у колгоспі. У 1933 році закінчив Херсонський фінансовий технікум.
До лав РСЧА призваний Сніжнянським РВК Донецької області у 1936 році. Закінчив полкову школу. Брав участь у військовому вторгненні СРСР до Польщі у 1939 році.
Учасник радянсько-фінської війни 1939–1940 років. 22 лютого 1940 року командир взводу зв'язку 124-го гаубичного артилерійського полку 7-ї армії Північно-Західного фронту старшина З. П. Доній, діючи спільно з піхотою в бою на південній околиці станції Сомме, під вогнем супротивника встановив зв'язок з командиром батальйону й корегував вогонь дивізіону. 28 лютого 1940 року він по воді встановив зв'язок з командиром 650-го стрілецького полку. 9 березня 1940 року, просуваючись разом з піхотою, вказував цілі для артилерії, чим сприяв захопленню ряду островів. Отримавши поранення, не полишив поля бою.
У 1940 році вступив до Одеського артилерійського училища.
Загинув 6 серпня 1941 року під час нападу фашистів на залізничний ешелон. Похований у місті Марганець Дніпропетровської області.

## Нагороди і почесні звання
Указом Президії Верховної Ради СРСР від 11 квітня 1940 року «за зразкове виконання бойових завдань командування на фронті боротьби з фінською білогвардійщиною та виявлені при цьому відвагу і геройство», старшині Донію Захару Панасовичу присвоєно звання Героя Радянського Союзу з врученням ордена Леніна і медалі «Золота Зірка» (№ 340).

## Пам'ять
Ім'ям Захара Донія названо одну з вулиць міста Марганець Дніпропетровської області.